# Amenhotep III
Pour les articles homonymes, voir Amenhotep.
Amenhotep III, fréquemment appelé Aménophis III d'après la transcription grecque, est le neuvième pharaon de la XVIIIe dynastie (Nouvel Empire). 
Fils de Thoutmôsis IV et de Moutemouia, une épouse secondaire de son père,, Amenhotep III règne sur l'Égypte pendant trente-huit ans, d'environ 1391 à 1353 avant notre ère. Plusieurs égyptologues ont émis l'hypothèse d'une corégence durant la fin de son règne avec son fils, le futur Akhenaton. Dans les années 1990 cependant, plusieurs chercheurs en ont démontré l'invalidité et elle n'est généralement plus prise en compte dans la communauté égyptologique. 
Son règne constitue une période de prospérité et de splendeur artistique sans précédent. Amenhotep III deviendra, dans cette Égypte pacifiée, l'un des plus grands bâtisseurs de cette civilisation. 
À sa mort, son fils lui succède en tant qu'Amenhotep IV, nom qu'il changera dès l'an 5 de son règne pour adopter celui qui le rendra célèbre : Akhenaton.

## Généalogie
Amenhotep III est le fils de Thoutmôsis IV et de la reine Moutemouia, laquelle assume la régence lorsqu'il monte sur le trône, âgé entre dix et douze ans.
Sa grande épouse royale est Tiyi, fille de Youya (Prophète de Min) et Touya (ou Tyouyou). Il l’associe étroitement au pouvoir et à la fin de sa vie, alors qu'il est très malade, la reine va l'aider énormément dans la gestion de l'État. Il épouse aussi, en l’an 10 de son règne, Giloukhepa (ou Gilu-Hepa), la fille de l’empereur du Mittani Shuttarna II. Il épouse ensuite la sœur du roi de Babylone, Tarhoundaradou, la fille du roi d’Arzawa, Tadukhipa (ou Taduhepa), la fille de Tushratta, nouveau roi du Mitanni autour de l’an 36 de son règne,, une fille de Kadashman-Enlil Ier, roi de Babylone, une fille du dirigeant d’Ammia (en Syrie moderne) et enfin ses deux filles Iset et Satamon.
Tiyi lui donne sept enfants : le futur Amenhotep IV , Satamon, Iset, Henouttaneb, Nebetâh, Baketaton et Thoutmôsis dont l’existence est incertaine. Certains égyptologues pensent que Smenkhkarê (futur pharaon) pourrait être un fils qu'Amenhotep III aurait eu avec Satamon.
Ses filles apparaissent souvent sur des statues et des reliefs, et sont aussi représentées sur des objets plus petits – à l’exception de Nebetâh. Nebetâh est attestée une seule fois dans les sources historiques, sur un groupe de statues colossales faites de calcaire de Médinet Habou. Cette immense sculpture, qui mesure sept mètres de haut, montre Amenhotep III et Tiyi assis l’un à côté de l’autre « avec trois de leurs filles se tenant debout en face du trône – Henouttaneb, la plus grande et la mieux préservée, au centre ; Nebetâh à droite ; et une autre, dont le nom a été détruit, à gauche. »
Amenhotep III élève deux de ses filles — Satamon et Iset — au titre de grande épouse royale durant la dernière décennie de son règne. Il était courant qu’un pharaon épouse des femmes royales de différentes générations afin d'accroître les chances de succession directe. La déesse Hathor, elle-même, était liée à Rê d'abord en tant que mère, puis comme femme et fille du dieu. Ainsi, les mariages d’Amenhotep III à deux de ses filles ne sont pas invraisemblables. Des preuves que Satamon avait déjà été promue à ce titre en l’an 30 de son règne sont fournies par une inscription sur un vase découvert au palais royal de Malqata.

## Règne
Le scribe du roi, Amenhotep fils de Hapou, favori, directeur de tous les travaux du roi (architecte royal) est un « Premier ministre » de fait.

### Politique étrangère
Amenhotep III mène l’Égypte à l’apogée de sa puissance tout en évitant les guerres. Durant son long règne, une seule expédition militaire est attestée en Nubie en l’an 5 de son règne, pour réprimer une révolte.
Mérymosé devient vice-roi de Koush après Amenhotep.
Amenhotep III va préférer maintenir la supériorité de l'Égypte par la diplomatie et il va chercher à renforcer les relations avec le puissant Mittani. Des accords commerciaux sont pris avec Chypre : un important quota de bois et de cuivre est fixé pour l'importation en Égypte, ce qui apporte à l'île une exemption de droits de douane.
Les Shardanes, peut-être originaires de Sardes, en Asie Mineure, sont employés comme mercenaires d’élite par Amenhotep III.

### Économie et société
L’Égypte, grâce à l’or nubien, est alors la première puissance financière du monde. On assiste à un développement des grandes villes en Égypte, surtout celles qui sont résidences royales (Thèbes, Memphis).

### Culture

#### Arts
Il entreprend de nombreux chantiers depuis la Nubie jusqu'au nord du pays. Il agrandit considérablement le complexe de Karnak en y faisant construire le temple de Louxor par son architecte Amenhotep, fils de Hapou (qui, à l'instar d'Imhotep, l'architecte de Djéser, sera divinisé à titre posthume). L'élégance des formes architecturales et des proportions culmine alors (colonnes florales fasciculées à Louxor notamment).
Il fait également construire un immense Temple des millions d'années sur la rive ouest de Thèbes, à Kôm el-Hettan. Plusieurs colosses avaient été érigés au sein de cette fondation, dont les plus connus sont aujourd'hui les colosses de Memnon. 
Quand en l'an 2 de son règne (1406 av. J.-C.), il prend pour épouse Tiyi, qui devient la grande épouse royale, il commande une série de grands scarabées dont le verso relate l'événement et que l'on retrouvera disséminés dans tout l'empire.
On note sous son règne un raffinement des formes de l'art officiel (statuaire, relief, peinture). On considère parfois qu'Amenhotep III est l'un des initiateurs de l'art amarnien, développé par son successeur. 

#### Religion
Durant son règne, Bakenkhonsou est grand prêtre d'Amon. Amenhotep III est l’introducteur du culte d’Aton qui va être développé et imposé comme culte d'État par son fils, Amenhotep IV/Akhenaton.
L'ouverture du pays se poursuit tout au long du règne d'Amenhotep III et un syncrétisme religieux s'opère entre les dieux d'Égypte et ceux d'Asie. Le roi du Mittani lui envoie la statue miraculeuse de la déesse Ishtar de Ninive.

### Fin de règne
La fin de son règne marquée par sa maladie, connaît une dégradation sévère de la situation internationale. Les princes mittaniens de Syrie, alliés de l'Égypte, sont attaqués par une nouvelle puissance venue du Hatti, en la personne de l'empereur des Hittites, Soupilouliouma. Amenhotep n'intervient pas pour venir à leur secours, malgré les appels des princes. L’Égypte, au contraire, signe un traité avec le Hatti. Le prince de Qadesh et le roi d'Amourrou (Liban) intriguent alors pour former une coalition de petits États : là encore, Amenhotep laisse faire. Ces négligences vont laisser à son fils un empire où le désordre s'est installé.

## Iconographie
Il nous est parvenu une multitude de représentations du roi, de types différentes (statues, figurines, reliefs, peintures...) et de matières différentes (calcaire, quartzite, granit...). 

### Têtes

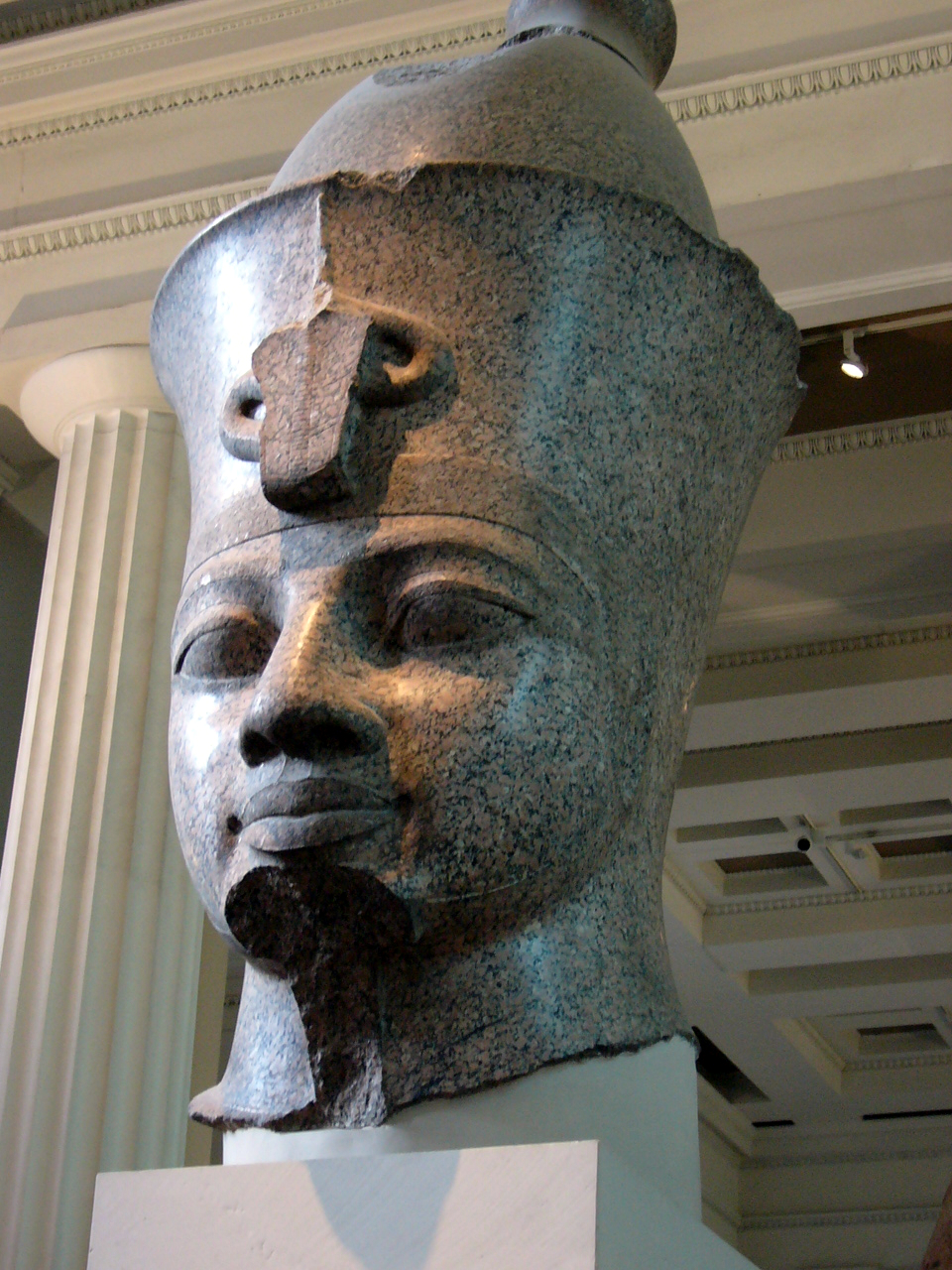
Tête en granit - British Museum
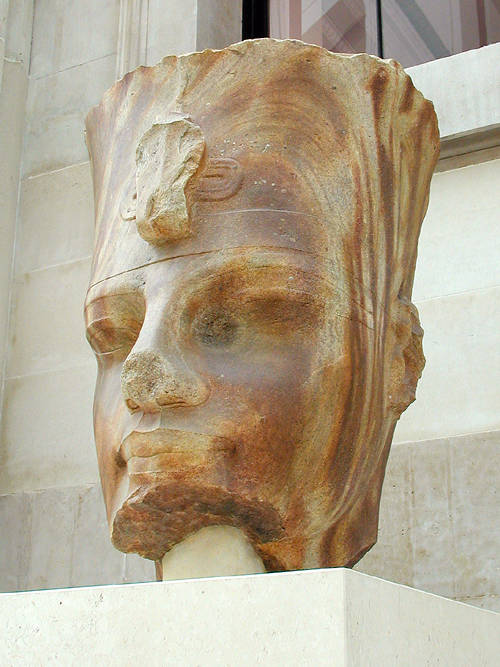
Tête en quartzite - British Museum
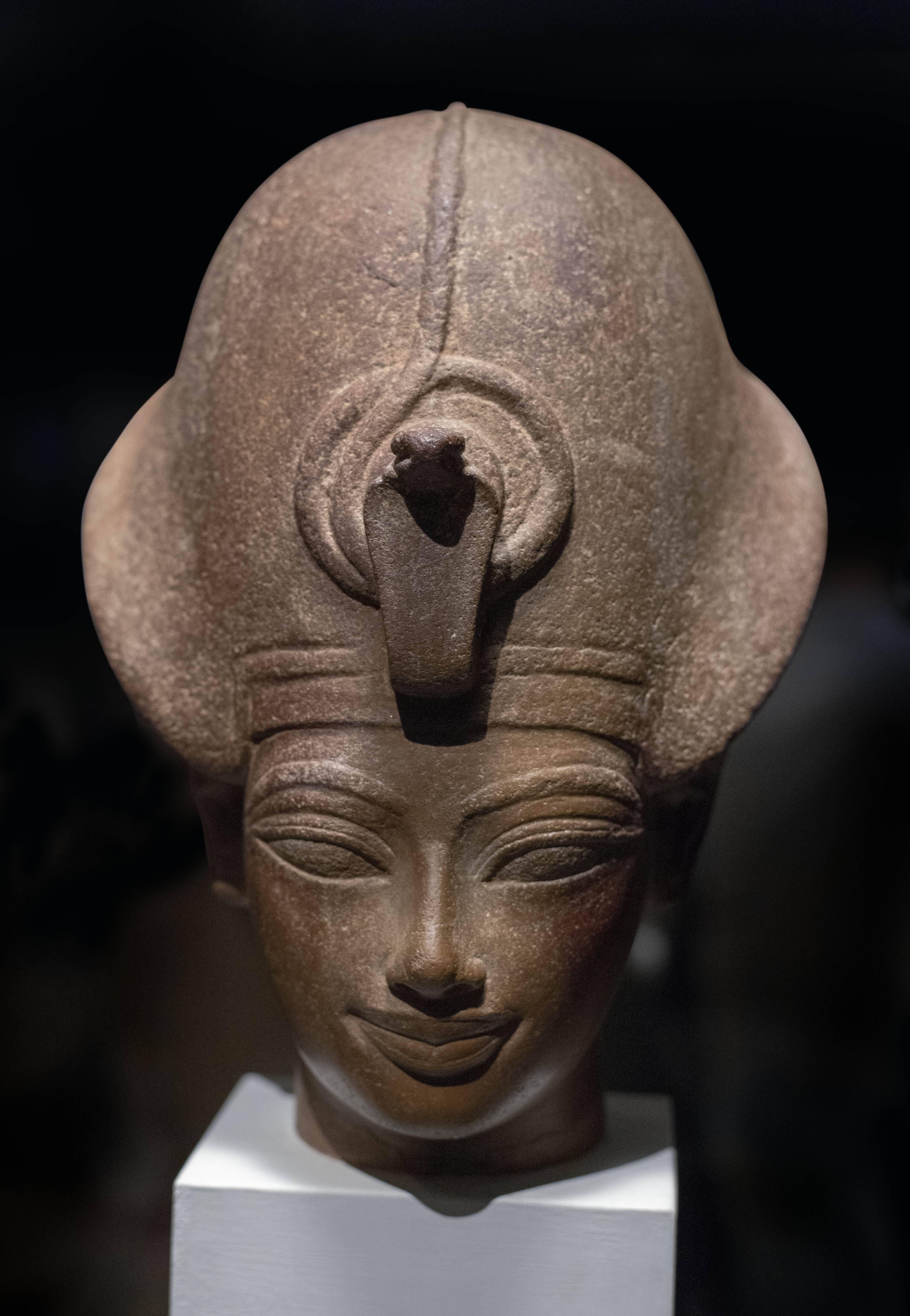
Tête en quartzite - British Museum
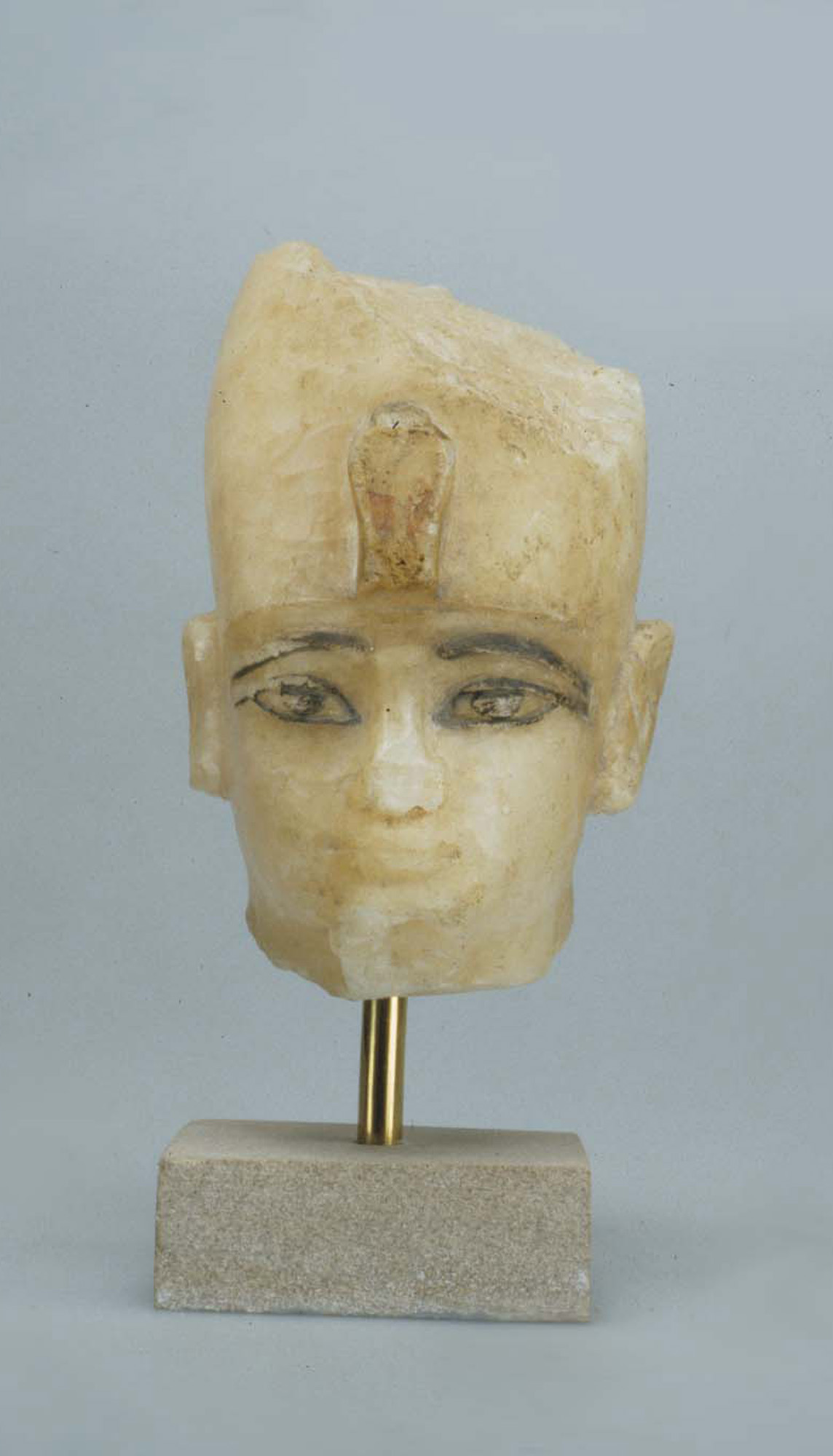
Metropolitan Museum of Art

### Statues

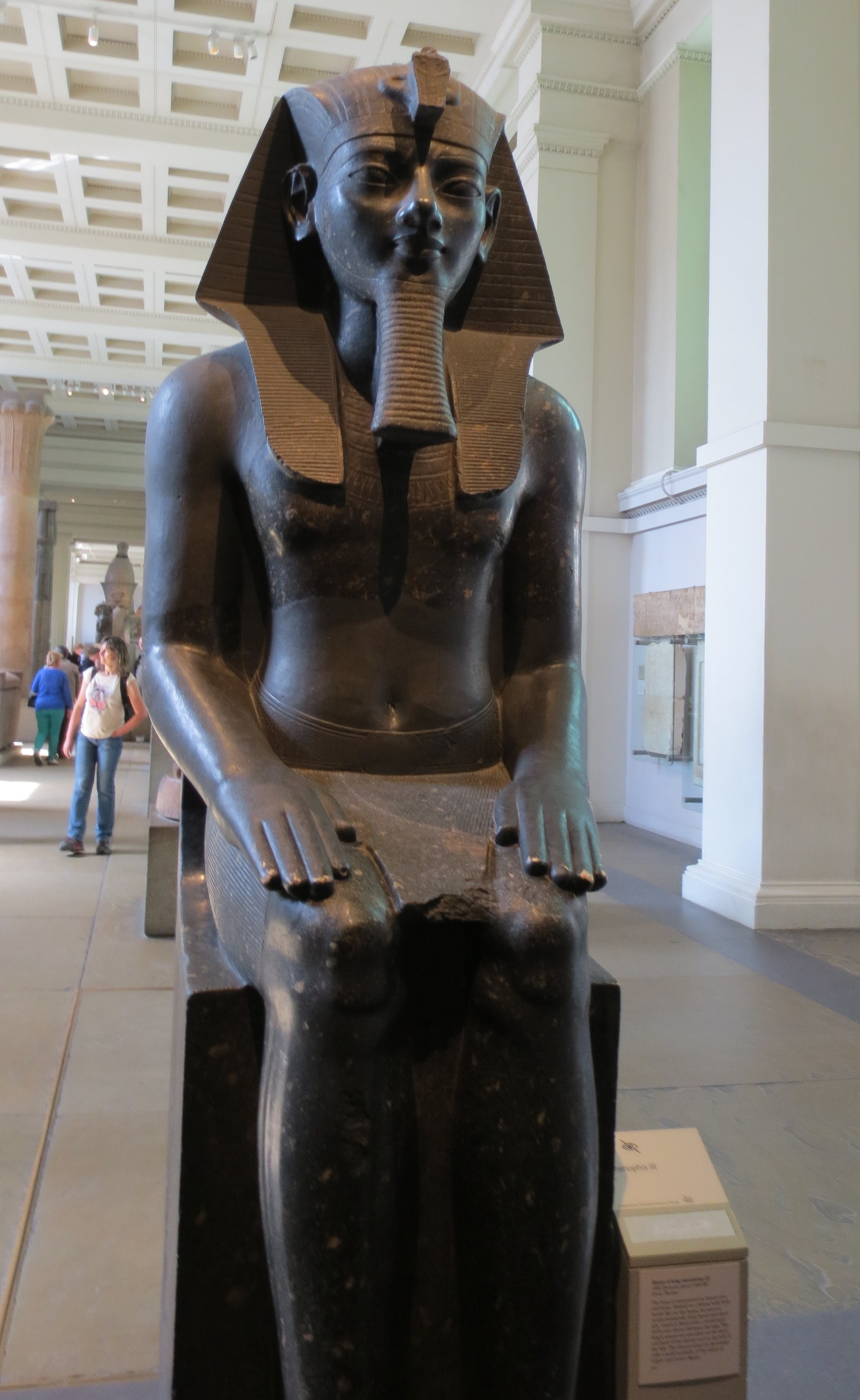
British Museum
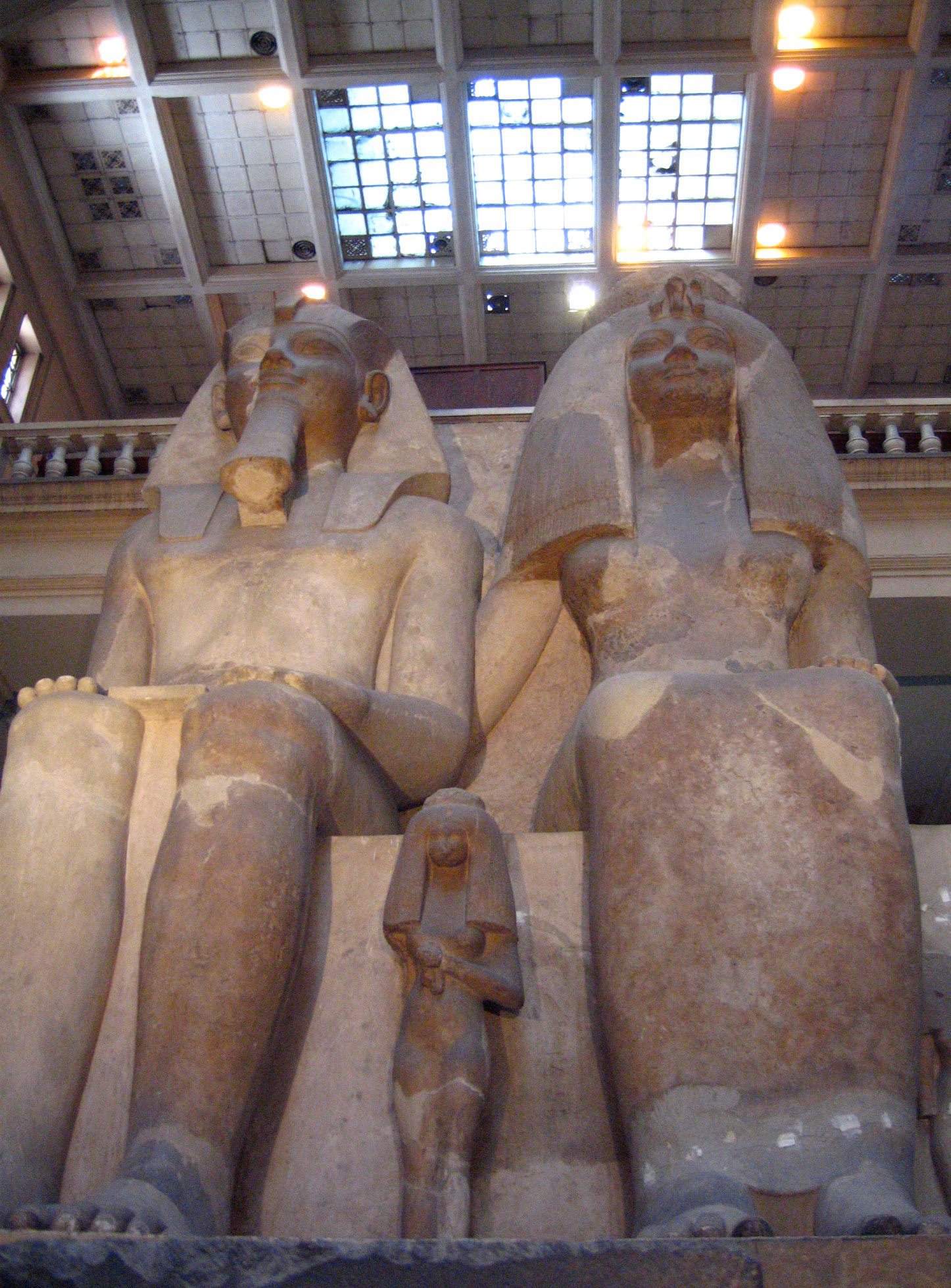
Triade en calcaire avec Tiyi et une de ses filles - Musée égyptien du Caire
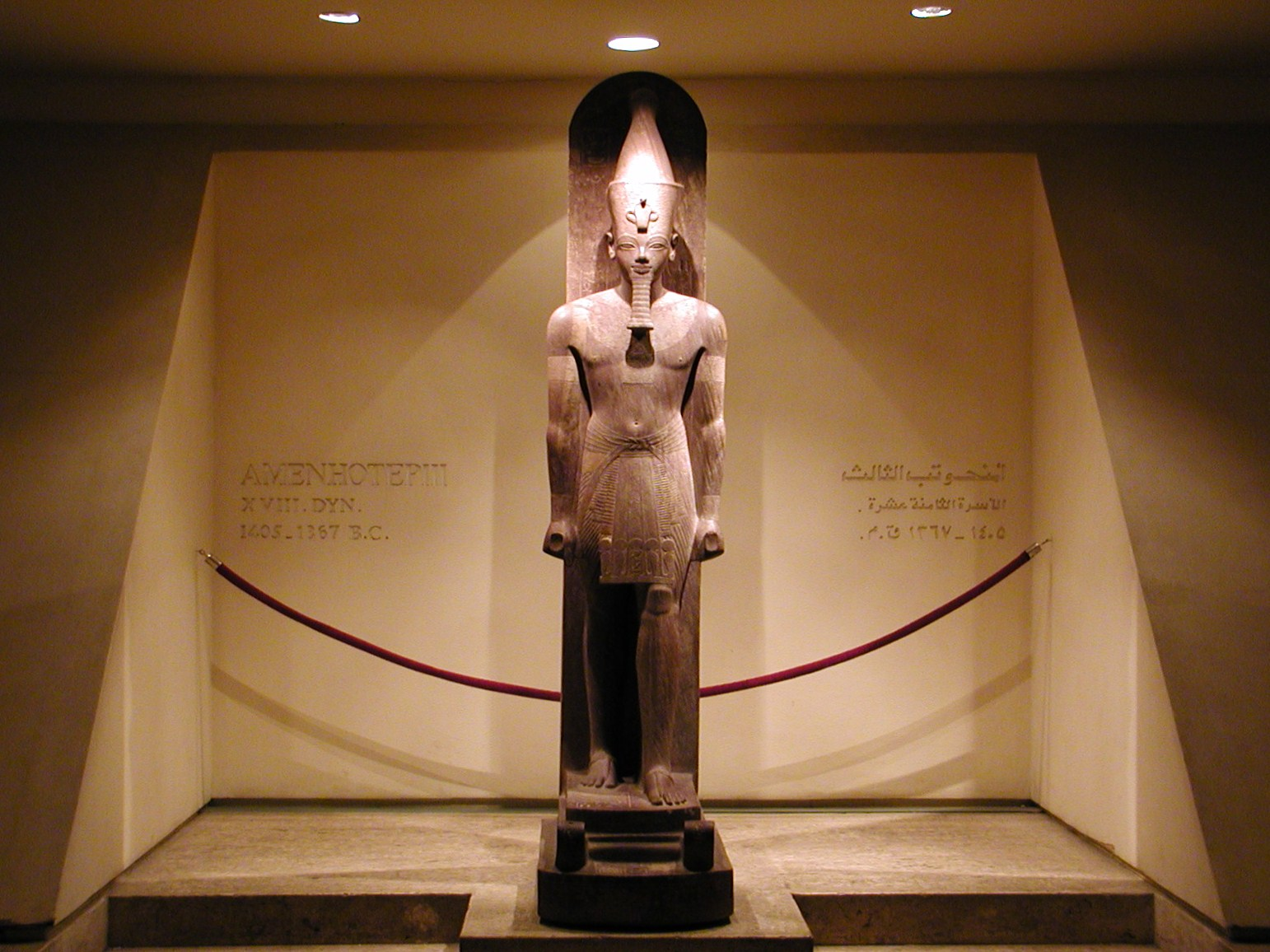
Musée de Louxor
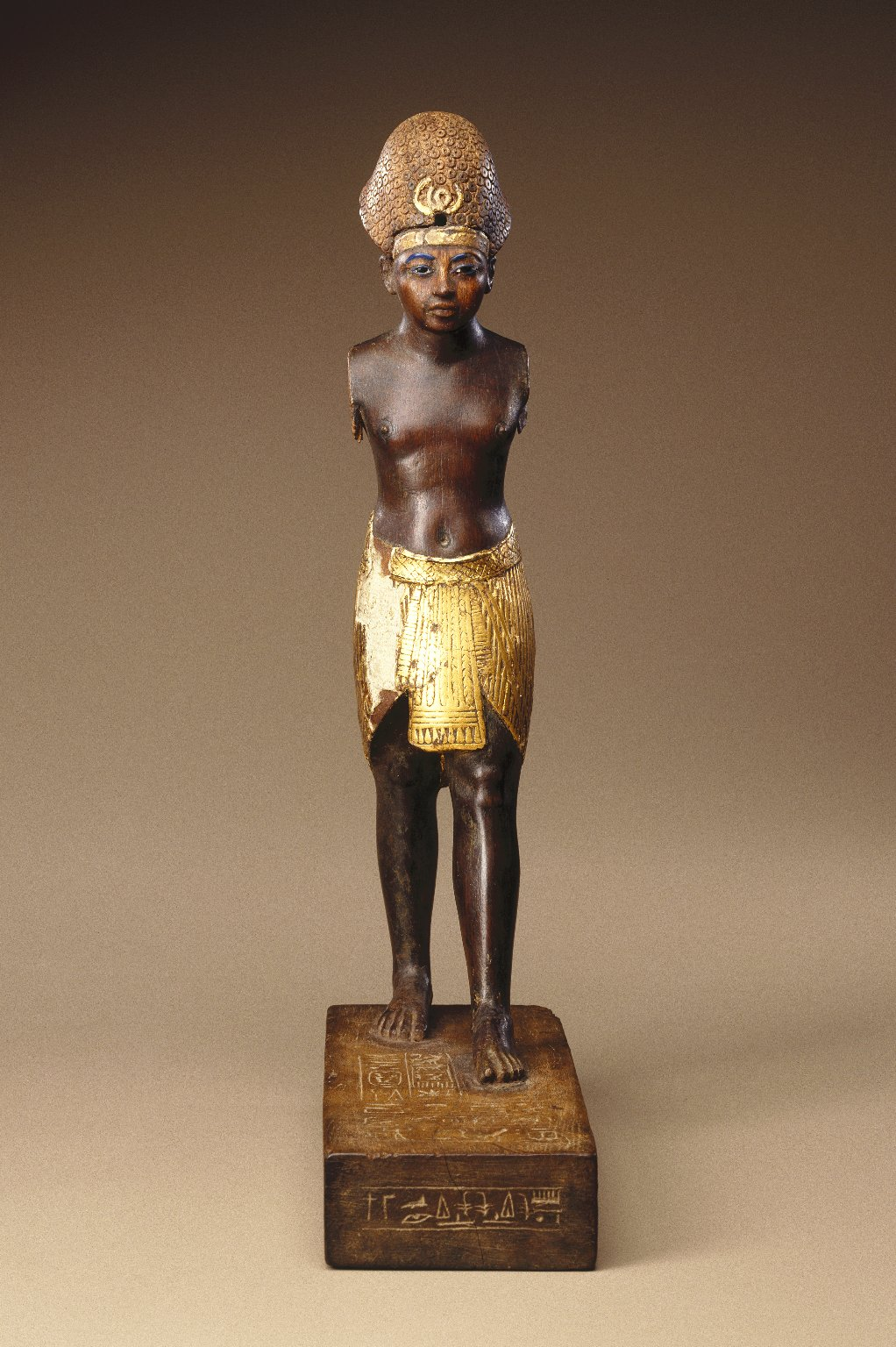
Statuette amarnienne - Musée de Brooklyn

### Autres

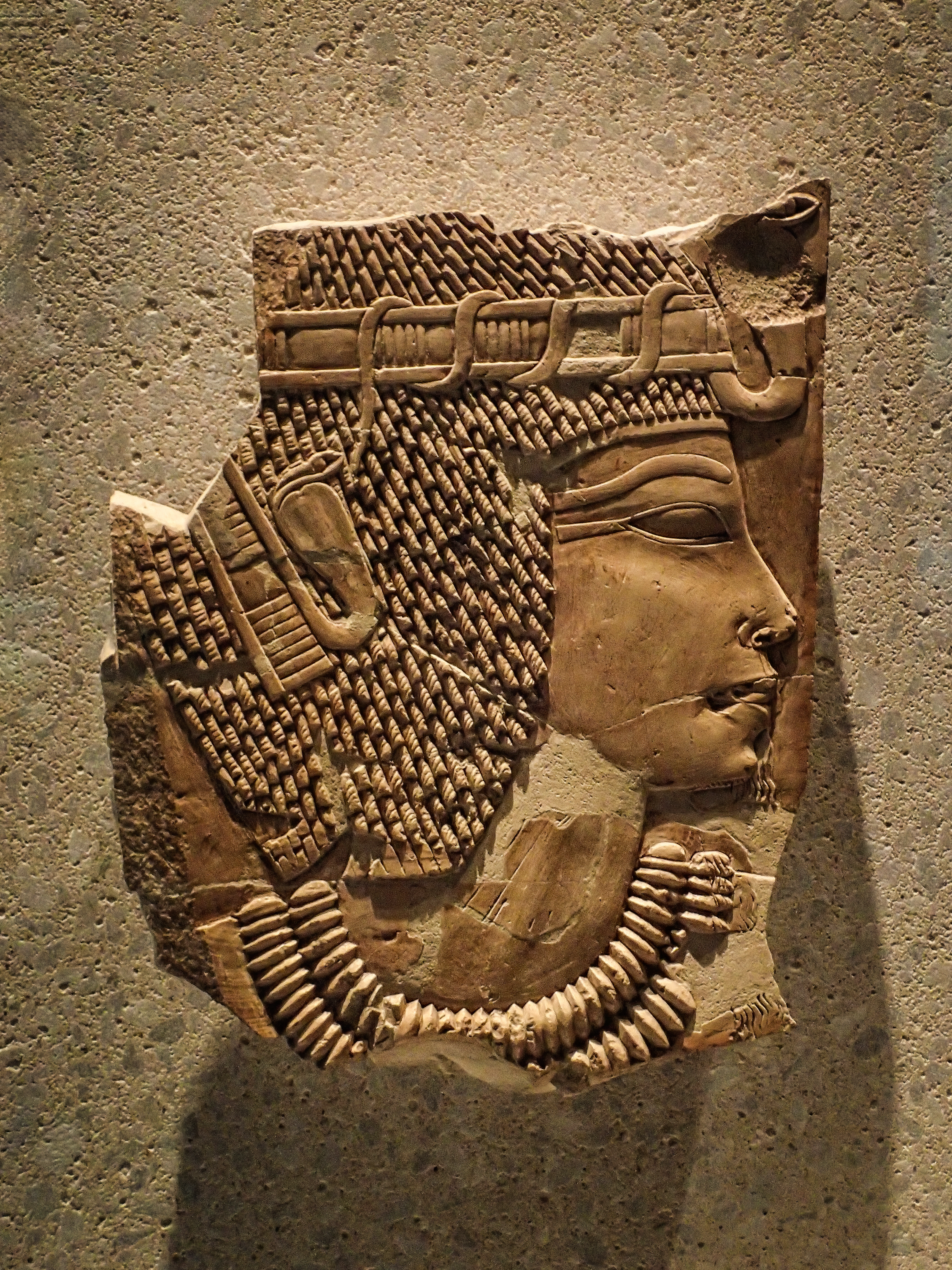
Relief provenant de son tombeau
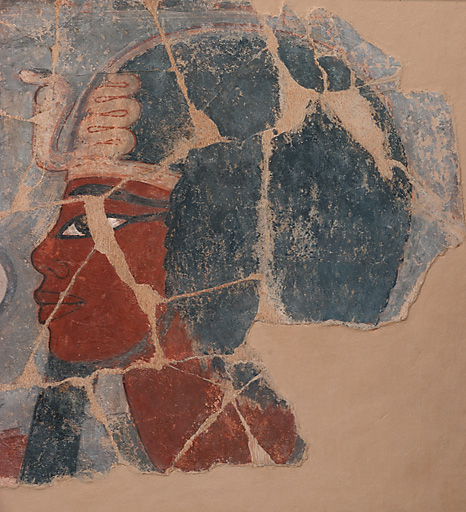
Peinture provenant de son tombeau
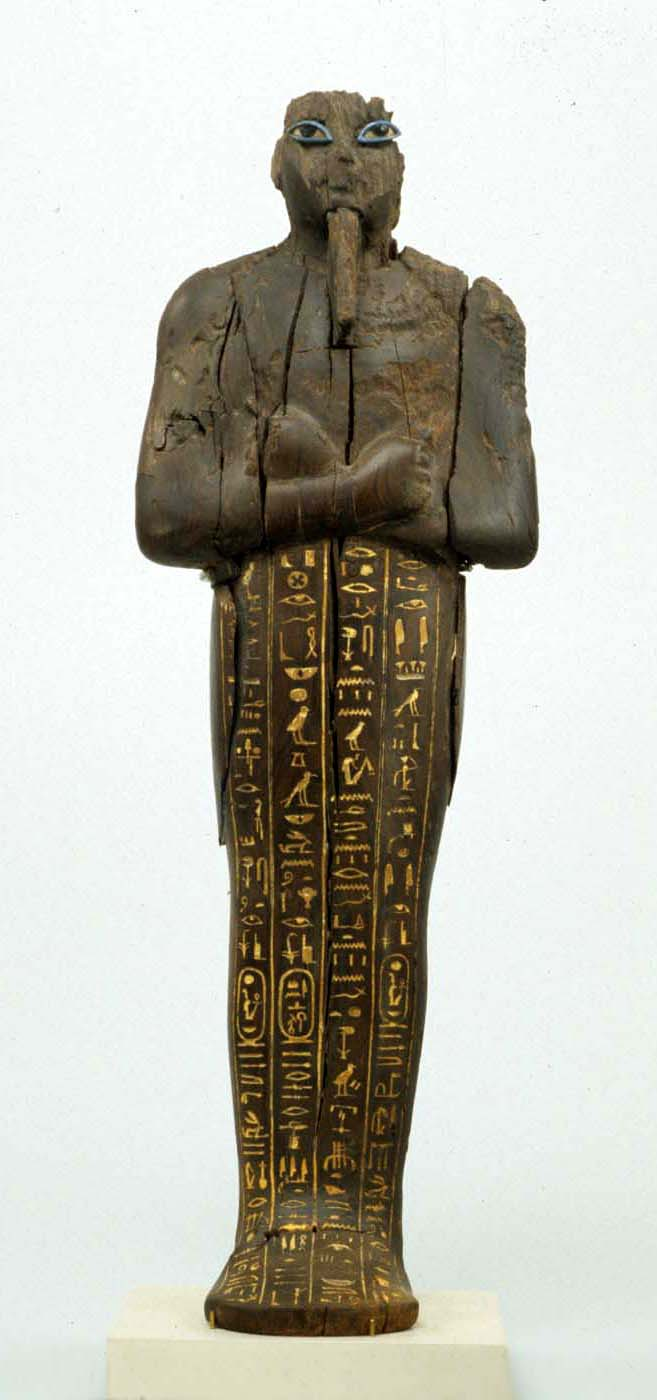
Ouchebti

## Sépulture

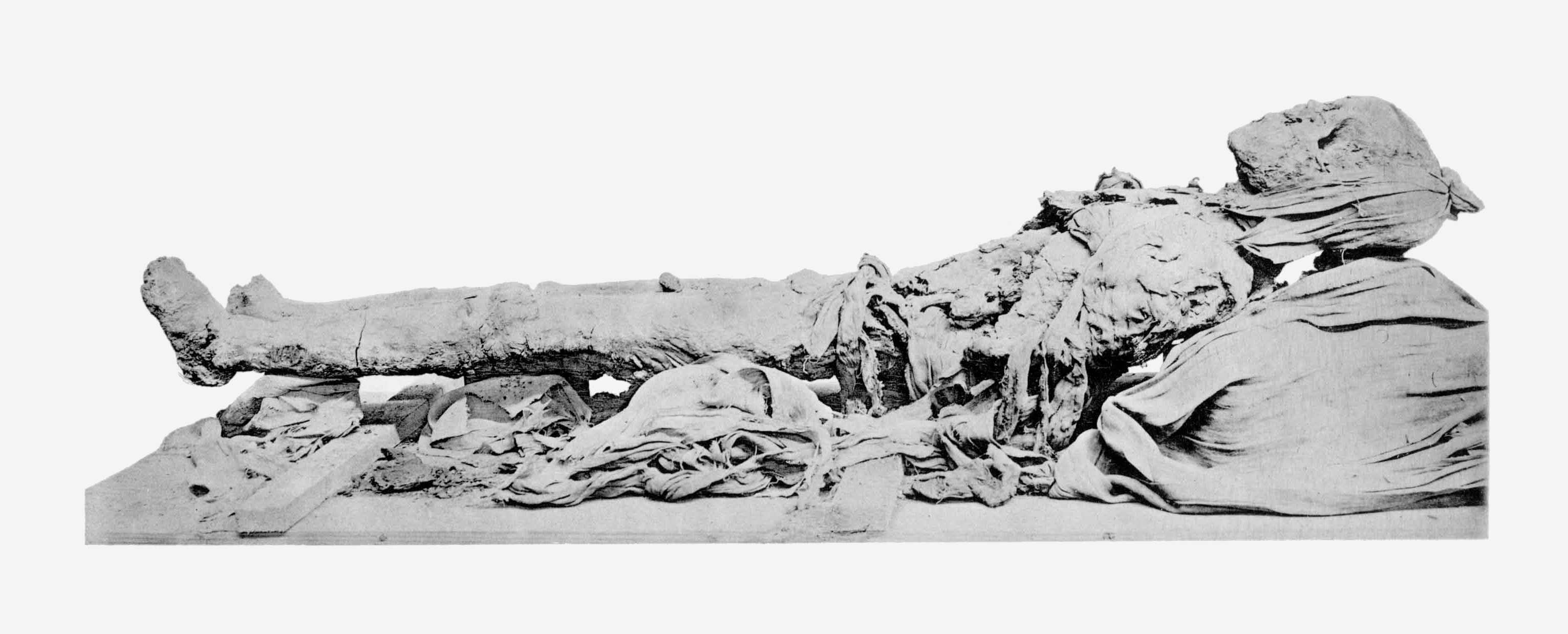
Momie d'Amenhotep III

Sa tombe (WV22) est située dans la vallée des Singes, un ouadi secondaire de la vallée des Rois. Elle fut découverte en 1898, dès les premières explorations de la vallée. Le tombeau, vidé de ses trésors dès l'Antiquité, a beaucoup souffert des nombreuses visites et du temps. Certaines de ses peintures murales ont été partiellement prélevées, dont certaines sont aujourd'hui exposées au musée du Louvre. Peu d'objets ont échappé au pillage, en dehors de quelques ouchebtis exposés dans différents musées du monde.
En janvier 2011, pendant la révolution égyptienne, des chercheurs de l’université de Bâle ont fait deux découvertes dans la vallée des Rois : un tombeau répertorié KV64 contenant deux momies, une princesse de l’époque d’Amenhotep III et une aristocrate de la XXIIe dynastie, et un second tombeau, répertorié KV40, déjà connu mais jamais fouillé. Les archéologues y ont découvert plus de quatre-vingt-dix corps – la plupart appartenaient à des femmes contemporaines d'Amenhotep III. Ce tombeau est interprété comme celui des femmes du harem d'Amenhotep III, surnommé le « pharaon aux mille épouses »,.

## Titulature
Dans l'Égypte antique, la « titulature royale » est l'ensemble des noms officiels par lesquels un pharaon est désigné dans les textes légaux et les grandes inscriptions dédicatoires.